# Polentone
Il termine polentone è un epiteto, originariamente coniato con una connotazione scherzosa per indicare un grande mangiatore di polenta e, successivamente, utilizzato dagli abitanti dell'Italia meridionale per indicare in senso dispregiativo gli abitanti dell'Italia settentrionale.

## Origine e significato
La prima attestazione nota del termine risale al 1798, nella forma polendone in una novella di Domenico Batacchi, col significato di persona lenta e pigra
dai movimenti goffi e impacciati; in questo senso si tratta di un antico termine popolaresco toscano.
Col significato di mangiatore di polenta il vocabolo è registrato da 
Bruno Migliorini nel 1942, con la precisazione che il termine, già da tempo diffuso fra i soldati, si è poi diffuso a tutti i ceti, a causa dei disagi del dopoguerra. Il termine si è quindi inserito nella dialettica campanilistica fra abitanti del nord e del sud della penisola, essendo usato in contrapposizione all'appellativo terrone: ambedue le parole hanno connotazioni antietniche, tese a rimarcare una asserita inferiorità etnica e culturale, anche se spesso usate solo in modo bonario.
La polenta è un alimento storicamente molto diffuso nella cucina povera dell'Italia settentrionale. Fino ai primi anni del XX secolo, infatti, la polenta rappresentava l'alimento base, delle popolazioni del nord Italia (Lombardia, Veneto, Piemonte ecc.). Per i ceti più poveri poteva comportare conseguenze negative sulla salute di molti soggetti spesso vittime della pellagra, anche se li ha salvati da tante carestie alimentari. Polentone, come stereotipo linguistico, ha assunto, quindi, un significato spregiativo nell'Italia del Sud, e sta ad indicare una persona zotica.